# Pharaphodius rubricosus
Pharaphodius rubricosus är en skalbaggsart som beskrevs av Karl Henrik Boheman 1857. Pharaphodius rubricosus ingår i släktet Pharaphodius och familjen Aphodiidae. Inga underarter finns listade i Catalogue of Life.